# Peltandra virginica
Peltandra virginica är en kallaväxtart som först beskrevs av Carl von Linné, och fick sitt nu gällande namn av Heinrich Wilhelm Schott. Peltandra virginica ingår i släktet Peltandra och familjen kallaväxter. Inga underarter finns listade.

## Bildgalleri

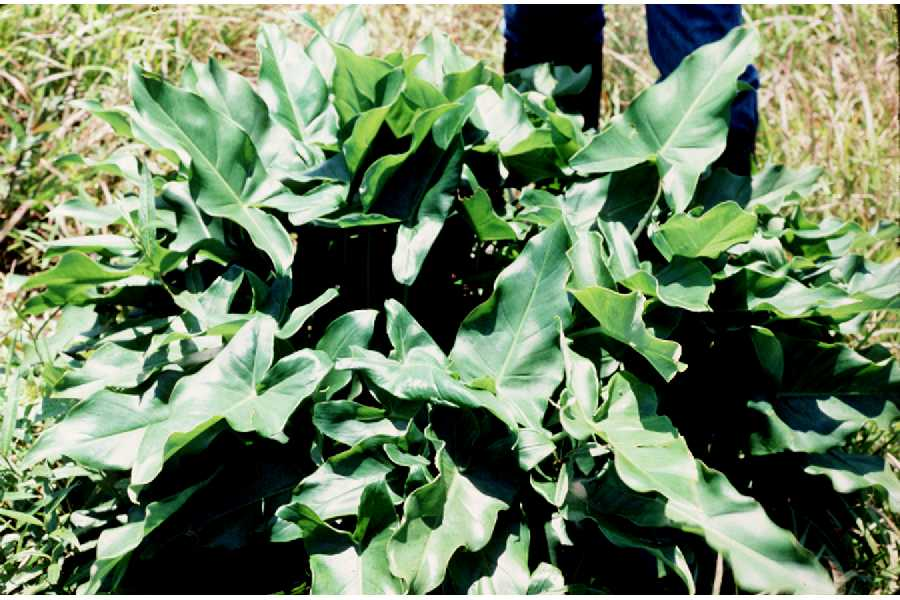